# Искусственный интеллект — надежды и опасения
Искусственный интеллект — надежды и опасения (англ. Possible Minds: Twenty-five Ways of Looking at AI) под редакцией Джона Брокмана представляет собой сборник эссе 2019 года о будущем влиянии искусственного интеллекта.

## Структура
Двадцать пять эссеистов написали эссе, связанные с книгой 1950 года пионера искусственного интеллекта Норберта Винера «Использование человека людьми», в которой Винер, опасаясь машин будущего, построенных из электронных ламп и способных к сложной логике, предупредил, что «час уже очень поздний, и выбор добра и зла стучится в нашу дверь. Мы должны перестать целовать плеть, которая бьёт нас». Винер заявил, что искусственный интеллект, «который может учиться и принимать решения на основе своего обучения, никоим образом не будет обязан принимать такие решения, которые должны были принять мы, или будет приемлемыми для нас». Эссеисты стремятся ответить на вопрос: какие опасности передовой искусственный интеллект может представлять для человечества? Среди этих выдающихся эссеистов: Дэниел Деннет, Элисон Гопник, Яан Таллинн и Джордж Дайсон. Брокман вставляет свои собственные вступления и анекдоты между эссе авторов.

## Идеи
Многие эссеисты заявляют, что до общего искусственного интеллекта ещё два-четыре десятилетия. Большинство эссеистов советуют действовать осторожно. Обсуждаемые гипотетические опасности включают фрагментацию общества, потерю рабочих мест, доминирование транснациональных корпораций с мощным ИИ или экзистенциальный риск, если сверхразумные машины разовьют стремление к самосохранению. Учёный-инженер У. Дэниэл Хиллис утверждает, что «людей можно рассматривать как незначительные неприятности, как муравьев на пикнике». Некоторые эссеисты утверждают, что искусственный интеллект уже стал неотъемлемой частью человеческой культуры; генетик Джордж М. Чёрч предполагает, что современные люди уже являются «трансчеловеками» по сравнению с людьми в каменном веке. На многие эссе повлияли прошлые неудачи искусственного интеллекта. Нил Гершенфельд из Массачусетского технологического института утверждает: «Дискуссии об искусственном интеллекте были (маниакально-депрессивными): в зависимости от того, как вы считаете, мы сейчас находимся в пятом цикле взлётов и падений». Брокман заявляет: «на протяжении десятилетий я путешествовал с (пионерами ИИ) на волнах энтузиазма и в долинах разочарований». Многие эссеисты подчеркивают ограничения прошлого и нынешнего ИИ; Черч отмечает, что чемпиону игры Jeopardy! в 2011 году — суперкомпьютеру IBM Watson — требовалось 85000 ватт энергии, по сравнению с человеческим мозгом, который потребляет 20 ватт.

## Реакция
Kirkus Reviews заявил, что читатели, которые хотят задуматься о будущем влиянии искусственного интеллекта, «не найдут лучшего введения, чем эта книга». Publishers Weekly назвал книгу «познавательным, занимательным и увлекательным чтением». Future Perfect (Vox) отметил, что книга «способствует захватывающему чтению, (и книга) может получить перспективы от выдающихся голосов за ИИ… но (книга) не может заставить этих людей разговаривать друг с другом». Booklist указал, что книга включает в себя «много богатых идей», которые можно «смаковать и размышлять». В журнале Foreign Affairs журналист и автор книг по науке и технологиям Кеннет Кукьер назвал книгу «увлекательной картой».